# Rohstoff – Der Schriftsteller Jörg Fauser
Rohstoff – Der Schriftsteller Jörg Fauser ist ein deutscher Dokumentarfilm von Christoph Rüter aus dem Jahr 2006 über den Autor Jörg Fauser.

## Handlung
Am 17. Juli 1987 stirbt der deutsche Schriftsteller Jörg Fauser in der Nacht nach seinem dreiundvierzigsten Geburtstag, nachdem er von einem Lastwagen auf der Autobahn bei München erfasst wurde. Der Schriftsteller Franz Dobler macht sich auf die Suche nach dem Stoff, den das Werk von Fauser auszeichnet: Eine Welt aus Verlierern, Kneipenhelden und Drogenpoeten, die seine Romane, Erzählungen und Kolumnen prägte. Er besucht ehemalige Weggefährten Fausers wie Carl Weissner und Jürgen Ploog, spricht mit seiner Familie und versucht den Einfluss seines Werkes auf die moderne deutsche Literatur von Beat, Cut-up bis Pop zu ergründen. Der Film verweist aber auch gleichzeitig auf die vehemente Ablehnung, die Fauser durch die etablierte Literaturkritik erfuhr, namentlich Marcel Reich-Ranicki und Walter Jens.

## Kritik
„Rüter eröffnet den Film ganz hervorragend mit stechend scharfer Leere: Lange nichts als das Autobahnstück an der Münchner Peripherie, wo Fauser in der Nacht nach seinem 43. Geburtstag von einem LKW überfahren wurde. Das ist großes Gefühl, Requiem auf Asphalt. Natürlich ist ›Rohstoff‹, der Film, ein Sehnsuchtswerk.“

„Die Zeit sei reif, sich ›durch Fausers Augen die alte BRD noch mal‹ anzugucken, und sich zu fragen, ›was war das für ein merkwürdiges Land‹, meint der Filmautor Christoph Rüter. Da hat er recht.“

## Hintergrund
Rohstoff – Der Schriftsteller Jörg Fauser wurde am 17. Juli 2006 erstmals in 3sat ausgestrahlt.